# アトランタ都市圏
アトランタ都市圏（アトランタとしけん、英: Atlanta metropolitan area）は、アメリカ合衆国ジョージア州の州都・最大都市アトランタを中心とする都市圏。同州北部の29郡から成る。アメリカ合衆国行政管理予算局による正式名称は「アトランタ・サンディスプリングス・アルファレッタ大都市統計地域」という。人口は6,089,815人（2020年国勢調査）で同州最大、南東部の都市を中心とする都市圏としてはマイアミ都市圏に次ぎ、全米でも第9位である。また、この都市圏はさらに広域のアトランタ・アセンズ＝クラーク郡・サンディスプリングス広域都市圏の中核部でもある。この広域都市圏には北ジョージアの41郡が入り、さらにアラバマ州の1郡が含まれる。その人口は6,930,423人（2020年国勢調査）を数え、全米では第10位、南東部の都市を中心とする広域都市圏としては最大である。

## 定義

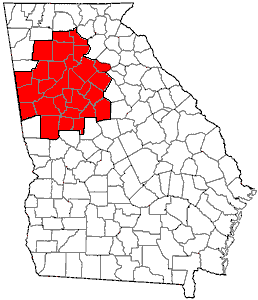
ジョージア州におけるアトランタ都市圏の位置、赤色は大都市統計地域に入る郡

アメリカ合衆国国勢調査局に拠れば、アトランタ都市圏の住民は広さ8,376平方マイル (21,694 km2) の土地に広がっており、その広さはマサチューセッツ州1州に相当する。ジョージア州はテキサス州に次いで郡の数が多いので、地域住民は分権化の進んだ政府の集合の下で生活している（郡の数が多いのは州内の予備選挙で票の重さを計るために郡単位のシステムを採っていたことが原因の一部だが、そのシステムは今は無くなっている）。2000年国勢調査の時点で、都市圏人口の10人に1人以下しかアトランタの市域内に住んでいない。
メトロ・アトランタ商工会議所による2006年の調査では、2005年半ばの時点で大都市統計地域内に28郡、140の都市と町が入っている。その後2005年12月にサンディスプリングス市が法人化されたことに続き、ジョンズクリーク（2006年）、ミルトン（2006年）、チャタフーチーヒルズ（2007年）、ダンウッディ（2008年）、ピーチツリーコーナーズ（2011年）、ブルックヘイブン（2012年）の6都市が法人化された。
アトランタ都市圏は、1950年、フルトン・ディカーブ・グイネット・コブ・クレイトン各郡として最初に定義された。1970年国勢調査以後にバッツ、チェロキー、ダグラス、ファイエット、フォーサイス、ヘンリー、ニュートン、ロックデール、ウォルトンの各郡が追加され、1980年にはバロウ郡とコウェタ郡が加わり、1990年位はバートウ、キャロル、ポールディング、ピケンズ、スポルディング各郡が加えられた。
アトランタの広域都市圏には、ゲインズビル大都市圏、アセンズ＝クラーク郡大都市圏、およびラグレンジ、トマストン、ジェファーソン、カルフーン、シーダータウンの各小都市圏が入り、2012年時点の人口は6,162,195 人だった。この広域都市圏はメイコンとコロンバス各大都市圏と接してもいる。この地域はアメリカ合衆国南東部の大都市圏の1つであり、州間高速道路85号線回廊に沿った、ピードモント・大西洋メガリージョンと呼ばれる、巷間では「チャーランタ」とも呼ばれる成長しつつあるメガロポリスに属している。

## 都市圏を構成する郡
アトランタ・サンディスプリングス・アルファレッタ都市圏、およびアトランタ・アセンズ・クラーク郡・サンディスプリングス広域都市圏を形成する各郡、およびその人口は以下の通りである（2020年国勢調査）。
アトランタ・サンディスプリングス・アルファレッタ都市圏
| 郡               | 州           | 人口        |
| ---------------- | ------------ | ----------- |
| フルトン郡       | ジョージア州 | 1,066,710人 |
| グイネット郡     | ジョージア州 | 957,062人   |
| コブ郡           | ジョージア州 | 766,149人   |
| ディカーブ郡     | ジョージア州 | 764,382人   |
| クレイトン郡     | ジョージア州 | 297,595人   |
| チェロキー郡     | ジョージア州 | 266,620人   |
| フォーサイス郡   | ジョージア州 | 251,283人   |
| ヘンリー郡       | ジョージア州 | 240,712人   |
| ポールディング郡 | ジョージア州 | 168,661人   |
| コウェタ郡       | ジョージア州 | 146,158人   |
| ダグラス郡       | ジョージア州 | 144,237人   |
| ファイエット郡   | ジョージア州 | 119,194人   |
| キャロル郡       | ジョージア州 | 119,148人   |
| ニュートン郡     | ジョージア州 | 112,483人   |
| バートウ郡       | ジョージア州 | 108,901人   |
| ウォルトン郡     | ジョージア州 | 96,673人    |
| ロックデール郡   | ジョージア州 | 93,570人    |
| バロウ郡         | ジョージア州 | 83,505人    |
| スポルディング郡 | ジョージア州 | 67,306人    |
| ピケンズ郡       | ジョージア州 | 33,216人    |
| ハラルソン郡     | ジョージア州 | 29,919人    |
| ドーソン郡       | ジョージア州 | 26,798人    |
| バッツ郡         | ジョージア州 | 25,434人    |
| メリウェザー郡   | ジョージア州 | 20,613人    |
| モーガン郡       | ジョージア州 | 20,097人    |
| パイク郡         | ジョージア州 | 18,889人    |
| ラマー郡         | ジョージア州 | 18,500人    |
| ジャスパー郡     | ジョージア州 | 14,588人    |
| ハード郡         | ジョージア州 | 11,412人    |
| 合計             | 合計         | 6,089,815人 |

アトランタ・アセンズ・クラーク郡・サンディスプリングス広域都市圏
| 都市圏/小都市圏                                        | 郡                                                     | 州                                                     | 人口        |
| ------------------------------------------------------ | ------------------------------------------------------ | ------------------------------------------------------ | ----------- |
| アトランタ・サンディスプリングス・アルファレッタ都市圏 | アトランタ・サンディスプリングス・アルファレッタ都市圏 | アトランタ・サンディスプリングス・アルファレッタ都市圏 | 6,089,815人 |
| アセンズ・クラーク郡都市圏                             | クラーク郡                                             | ジョージア州                                           | 128,671人   |
| アセンズ・クラーク郡都市圏                             | オコニー郡                                             | ジョージア州                                           | 41,799人    |
| アセンズ・クラーク郡都市圏                             | マディソン郡                                           | ジョージア州                                           | 30,120人    |
| アセンズ・クラーク郡都市圏                             | オグルソープ郡                                         | ジョージア州                                           | 14,825人    |
| ゲインズビル都市圏                                     | ホール郡                                               | ジョージア州                                           | 203,136人   |
| ラグランジ小都市圏                                     | トループ郡                                             | ジョージア州                                           | 69,426人    |
| ラグランジ小都市圏                                     | チェンバース郡                                         | アラバマ州                                             | 34,772人    |
| ローム都市圏                                           | フロイド郡                                             | ジョージア州                                           | 98,584人    |
| ジェファーソン小都市圏                                 | ジャクソン郡                                           | ジョージア州                                           | 75,907人    |
| コーネリア小都市圏                                     | ハーバーシャム郡                                       | ジョージア州                                           | 46,031人    |
| シーダータウン小都市圏                                 | ポーク郡                                               | ジョージア州                                           | 42,853人    |
| トーマストン小都市圏                                   | アプソン郡                                             | ジョージア州                                           | 27,700人    |
| トコア小都市圏                                         | ステファンズ郡                                         | ジョージア州                                           | 26,784人    |
| 合計                                                   | 合計                                                   | 合計                                                   | 6,930,423人 |

## 自治体

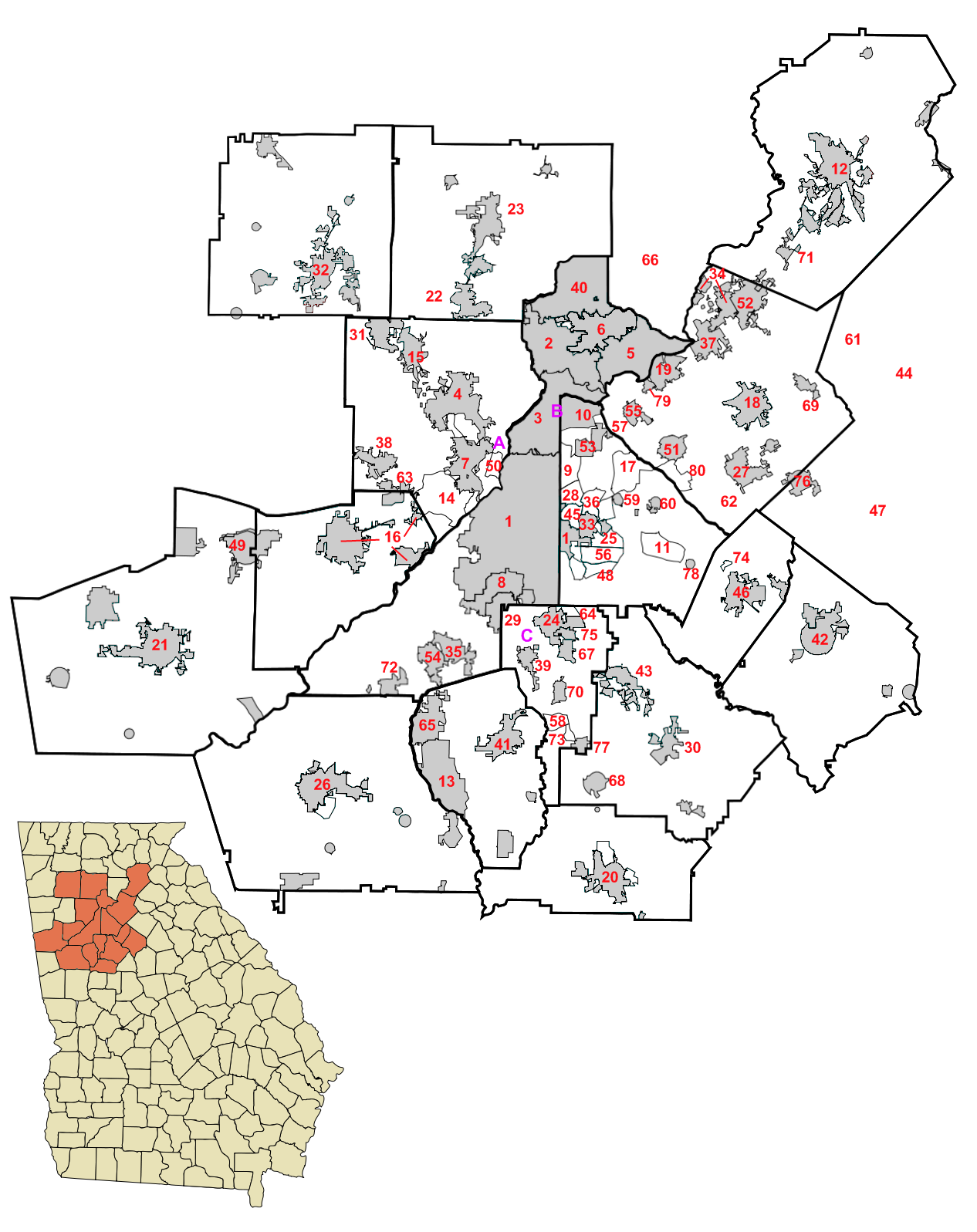
アトランタ郊外と周辺都市の地図（2010年）。2010年以降に法人化されたサウスフルトン、ブルックヘイブン、ピーチツリーコーナーズ等はまだ白色（未編入）で表されている

### 周辺都市
- カンバーランド
- ペリミターセンター
- ハーツフィールド・ジャクソン地域
- グウィネット・プレイス/シュガーローフ地域

アトランタ大都市圏の人口の半分以上は、未編入の領域あるいは国勢調査局の定義する国勢調査指定地域 (CDP)と考えられる地域に住んでいる。アトランタ都市圏には以下の法人化自治体および未編入郊外地、準郊外地、周辺都市が含まれる。2020年国勢調査による人口順に並べる。

### 都市と郊外地
中心都市
- アトランタ 498,715人

人口100,000人以上
- サンディスプリングス 108,080人
- サウスフルトン 107,436人

人口75,000-99,999人
- ロズウェル 92,833人
- ジョンズクリーク 82,453人

人口50,000-74,999人
- アルファレッタ 65,818人
- マリエッタ 60,972人
- ストーンクレスト 59,194人
- スマーナ 55,663人
- ブルックヘイブン 55,161人
- ダンウッディ 51,683人

人口25,000-49,999人
- ニューナン 42,549人
- ゲインズビル 42,296人
- ピーチツリーコーナーズ 42,243人
- ミルトン 41,296人
- メイブルトン 40,834人
- イーストポイント 38,358人
- ピーチツリーシティ 38,244人
- タッカー 37,005人
- ウッドストック 35,065人
- ダグラスビル 34,650人
- ケネソー 33,036人
- カントン 32,973人
- ダルース 31,873人
- リーダン (CDP) 31,749人
- ローレンスビル 30,629人
- シャンブリー 30,164人
- マクドノー 29,051人
- ストックブリッジ 28,973人
- ユニオンシティ 26,830人
- キャロルトン 26,738人
- シュガーヒル 25,076人

人口5,000-24,999人
- ディケーター 24,928人
- グリフィン 23,478人
- カーターズビル 23,187人
- キャンドラー・マカフィ (CDP) 22,468人
- アクワース 22,440人
- スワニー 20,786人
- スネルビル 20,573人
- ノースドルイドヒルズ (CDP) 20,385人
- フォレストパーク 19,932人
- ファイエットビル 18,957人
- ノースディケーター (CDP) 18,511人
- ワインダー 18,338人
- コンヤーズ 17,305人
- ノークロス 17,209人
- ビュフォード 17,144人
- ビラリカ 16,970人
- パウダースプリングス 16,887人
- リチアスプリングス (CDP) 16,644人
- フェアバーン 16,483人
- リバーデール 15,129人
- ベルビディアパーク (CDP) 15,113人
- モンロー 14,928人
- クラークストン 14,756人
- リルバーン 14,502人
- コビントン 14,192人
- ローガンビル 14,127人
- ダラス 14,042人
- カレッジパーク 13,930人
- ブレイセルトン 13,403人
- マウンテンパーク (CDP) 13,089人
- ビニングス (CDP) 12,581人
- パンサーズビル (CDP) 11,237人
- ドラビル 10,623人
- ラブジョイ 10,122人
- トマストン 9,816人
- ドルイドヒルズ (CDP) 9,429人
- フラワリーブランチ 9,391人
- ロカストグローブ 8,947人
- アイアンデール (CDP) 8,740人
- ハンプトン 8,368人
- センタービル 8,228人
- オーステル 7,713人
- タイロン 7,658人
- オーバーン 7,495人
- カミング 7,318人
- ダキュラ 6,882人
- ストーンマウンテン 6,703人
- コンリー (CDP) 6,680人
- モロー 6,569人
- ヘイプビル 6,553人
- バーンズビル 6,292人
- パルメット 5,071人

## 地理

### 地形と地質
アトランタ都市圏の地域は北にアパラチア山脈の麓丘陵部、南はピードモント台地に広がっている。北寄りと西側の郊外部は、南部や東部の郊外部と比べて標高が高く丘陵が多い。平均標高は約1,000フィート (300 m) である。
地続きの中で最高地点は標高1,808フィート (551 m) のケネソー山であり、続いて1,686フィート (514 m) のストーン山、同1,640フィート (500 m) のスウィート山、同1,600フィート (488 m) のリトルケネソー山となっている。その他にもブラックジャック山、ロスト山、ブラッシー山、パイン山、ウィルキンソン山（ビニングス山）がある。これらの多くは南北戦争のアトランタ方面作戦で様々な戦闘の戦場になった。さらに北にある郡を都市圏に含めた場合は、チェロキー郡にある標高2,303 フィート (702 m) のベア山が最高峰であり、続いてパインログ山、ソーニー山、ハンギング山があり、その次に前記の山が来る。ストーン山、スウィート山、ベア山、ソーニー山には幾つか地域の放送局がある。
地域の底土は密な粘土層であり、酸化鉄を含むために錆色をしている。湿った時は泥上で粘りが出る。乾くと固い。明色のカーペットや衣服には直ぐにシミになる。phが低い傾向にあり、園芸家を泣かせている。肌理が細かく、豪雨のときには水流底に容易に堆積し、工事のために露出させると沈泥の問題が起きる。この赤土が下流域南ジョージア（ここの粘土は白い）や、さらに下流のフロリダ・パンハンドル部（ここでは固有の砂が白い）に運ばれて、川底で見つけられることがある。表土は自然林がある地域のみで見られる。落葉が腐食して土に返ったものである。

#### 地震と断層
ブレバード断層と呼ばれるはっきりした断層がチャタフーチー川にほぼ並行して走っているが、最後に動いたのは先史時代のことだったので、活動していないと考えられ、地域にとって脅威ではない。それでも小さな地震が地域（およびジョージア州の全体）を時として震わせることがあった。最近で著名な地震は2003年4月に、アラバマ州北東部とジョージア州の州境をアラバマ側に越えた所を震源として起きた地震、マグニチュード4.6のものだった。午前4時頃に起きたので多くの人々が眠っており、何が起こったかも認識できないままに大した恐慌も起こさなかった。北アメリカの東部クラストは西部のものと比べて強力であり、東テネシー地震帯と呼ばれる地域で起きる同様な地震が広く感じられることが多い。1886年、サウスカロライナ州チャールストンで起きた地震は、アトランタやアメリカ合衆国南東部全体で感じられた。アラバマ州中央部やバージニア州西部でも被害が出た。2009年4月初旬にはイートントンに近い南東側でも2回の小さな地震が感じられた。ミズーリ州とテネシー州の州境に近いニューマドリッド地震帯や、1886年にマグニチュード7.3の地震を起こした地震帯は、現在でも中規模から大規模な地震を起こすことができると見られ、その場合はアトランタ都市圏の全体でも中規模から強い揺れを感じることが考えられる。

### 気候
アトランタ都市圏は四季のはっきりした温暖湿潤気候にある。期間として夏が最も長い。1月の平均最低気温は北部から南部に32ないし35°F (0-2 ℃) であり、最高気温は48ないし54°F (9-12 ℃) であるが、この平均値よりもかなり上あるいは下に達することも多い。年間の降雪量は約2.5インチ (6.4 cm) に過ぎない。12月から3月の間に降るが、北部では4月に入ってから降ったこともあった（1987年）。にわか雪は冬季によくあるものであり、特にジェットストリームがある時に多く降る。これらの場合もほとんど積もることがないので、気象記録でも無視されることになる。対照的に夏は長く、一貫して暑く湿気ており、7月の朝の平均気温は71°F (22 ℃)、午後の平均気温は89°F (32 ℃) となり、微風が吹き、20ないし40％の確率で午後の雷雨がある。夏季午後の雷雨のとき、気温は70ないし77°F (21-25 ℃) まで急激に下がり、場所によって豪雨となる。年間降水量の平均は50.2インチ (1,280 mm) であり、晩冬と早春（さらに7月も）雨が多く、秋（特に10月）は雨が少ない。
1878年から2011年の間で、アトランタでの過去最高気温は1980年7月に異常に暑かった3日間の105°F (40.6 ℃) だった。次は同月と2007年8月の104°F (40 ℃) だった。この1980年7月はこの地域でも最も暑い月だった。しかし、2012年6月に気温は106°F (41.1 ℃) に達して、記録が破られた。これは全国的に熱波に襲われたときのことであり、翌日にも105°Fであり、これまでの記録に並んだ。過去最低気温は1985年1月20日の-6°F (-21 ℃) と同21日の-8°F (-22 ℃) であり、さらに1899年2月13日には-9°F (-23 ℃) を記録していた。1899年の場合は厳しい寒波が南に降りてきて、フロリダ州中部の柑橘類の産地全体に壊滅的な打撃を与えた。
1995年10月初旬、ハリケーン・オパールが地域を襲い一晩熱帯暴風雨の状態を維持した。まず2日間降り続いた雨で地域を水浸しにした後、数多くの樹木を根から倒し、広い範囲で停電となった。1950年以来、都市圏の各郡は20回以上竜巻に襲われており、コブ郡の26回、フルトン郡の20回は州内でも多い方である。1998年4月初旬のダンウッディ竜巻は、地域を襲った竜巻の中でも最悪のものだった。2008年3月にアトランタ・ダウンタウンを襲った竜巻は、損害総額が5億ドルに上り、過去最高クラスとなった。
この都市圏では年1回程度、かなりの降雪を伴う冬の嵐があるが、これはきわめて特異なものである。1993年、アメリカ合衆国南東部の大半で吹雪が起こり（1993年世紀の嵐）、3月13日にアトランタで4.5インチ (11.4 cm) の雪を降らせ、北部や西部、さらに山岳部ではさらに多くの降雪があった。これに相当するような記録に残る冬の嵐は、1899年の大ブリザードくらいである。しかし降雪量が多かったのは1940年1月の8.3インチ (21.1 cm) であり、この最寒の月にアトランタは雪に埋まった。その次に多かったのは1983年3月24日であり、大変遅い嵐が7.9インチ (20.1 cm) の雪を降らせた。氷雨を伴う暴風雨が起きたこともあった。1973年の氷雨嵐は1982年の嵐に匹敵するものだった。
2006年から2008年、アメリカ合衆国南東部の干ばつは2006年の乾燥した気象から始まり、地域の湖水面が大きく下がった。2009年アトランタ洪水が起きて、この干ばつも衰え始めた。この洪水は一週間に20インチ (500 mm) の雨が降った地域もあり、その雨量の半分はその期間の終わりの24時間に集中した。アメリカ地質調査所はそれが500年に一回の豪雨よりも多いと計算した。

### 環境
この都市圏に多量に降る雨は多くある水流やクリークによって排水される。主たる流域はチャタフーチー川のものであり、北東から南西に向かって流れている。さらに北西の郊外部はリトル川とアラトゥーナ湖を通じてエトワ川に排水されている。南部郊外はフリント川に、東部から南東部に掛けてはオコニー川とイエロー川から排水されている。
2005年までに、この都市圏ではこれらの川から3億6,000万ガロン (1,400,000 m3) の水を使っていた。一人一日当たりでは約80ガロン (300 L) である。干ばつのときはこの使用量が10％以上減ったが、給水制限が解かれてからは逆に増えた。水の必要性が都市圏のさらなる成長に障害となっているが、非緊急性水資源保護のための恒久的手段が行われていない。州議会は不動産販売業界が販売し、ロビー活動を行っている節水型トイレの家庭設置に関する要求案の成立を拒んだ。
水に関する論争は次第に共通のものになってきている。アラバマ州もフロリダ州も訴訟を起こし、ジョージア州の主にアトランタ都市圏が多くの取水を行うことを止める禁止命令を出そうとしている。サウスカロライナ州も、東のサバンナ川に向かうパイプラインが非公式にでも言及されたときに脅しをかけてきた。ジョージア州はある判事から、3年以内に1970年代のレベルまでラニアから南のチャタフーチー川からの取水を減らすよう命令されており、これが強制された場合には急な水不足を生じさせることになる。アメリカ合衆国議会で湖の水を上水として使うことを承認することが無いよう裁定されたので、これが行われた。

#### 植物相
自然林の林冠は主にオーク、ハナズオウ、ヒッコリー、ポプラ、ユリノキ、松、モミジバフウで構成され、現在オークとヒッコリーの林と考えられるものの数十年前はアメリカグリが通常にあった。南から北に動いて行くと、様々な樹種が標高と緯度の高い地域に生えているので、アトランタ都市圏は秋の紅葉が見られる最初の地域となる。低木ではハナミズキがよく見られる。アメリカ桜が極めて多く、クワも顔を出している。サワーウッドが固有種であり、10月初旬に燃えるような赤に代わることで容易に見分けられる。他の紅葉は11月初旬がピークであり、それらより明るく、また早く紅葉する。
下藪ではブラックベリー、セイヨウトチノキ、ウルシがあり、時にはサンザシ、アメリカヅタ、ツタウルシ、ブライアがよく見られるつる植物である。コンフェデレイト・イエローデイジーはストーン山の周辺地域に固有の野草である。
園芸植物としては、ハナミズキ、ツツジ、アジサイ、サクラ、カエデ、ピンオーク、カナメモチ、ヒイラギ、ジュニパー、ストローブマツ、マグノリア、マメナシ、レンギョウ、ヤブラン（ジャノヒゲ）、セイヨウキヅタが見られる。芝はウシノケグサ属やライムギのような冷涼な季節の草と、シバ属やギョウギシバのような温かい季節の草があり、後者は晩秋に褐色に変わる。住宅の管理規約によっては冬の緑草を禁止している場合がある。
近くの山岳地に固有なのは、新しい住宅や駐車場でカエデがもっともよく見られる樹種となっており、秋には紅葉する。建物に近く植えられている場合は（日陰をつくり熱を防ぐ）、11月が暖かだった場合など、12月に入っても紅葉を維持していることがある。
よくある野草として、ヤブヘビイチゴ、スミレ、ネギがあり、もちろんどこにでもあるタンポポ、メヒシバ、オオバコも見られる。
これまで最も悪名高い外来種としては、日本からの繁殖力が強いクズがあり、樹木や下藪に昇り、覆ってしまっている。新しい効果的な除草剤を使ったり、元は田園部であった所の開発が増えて、都市圏ではクズを大きく減らした（ジョージア州の他の地域では依然として多い）。数十年前、当時田園だった場所に農夫が植えた藤は、野生になり、未開の森林ではよく見られる。50年を超えるつる植物が森の広い範囲を覆い、毎春濃い紫色を広げている。日本のセイヨウスイカズラが極めて普通にある。その香りは初夏に香る。共通の園芸植物として、トウネズミモチは州の最も繁殖力が強い外来種の指定を免れている。

#### 動物相
哺乳類ではトウブハイイロリスがどこにでもいる種となり、多くの住民が世話をする野鳥の餌場の餌を盗んでいる。シマリスと小さな褐色のウサギが多いが、害を及ぼすと聞くことは稀である。オポッサム、アライグマ、キツネ、さらには小さなコヨーテやアルマジロまでが度々見られる。庭園や草原には蛇がいる。毒蛇3種（ヒガシダイヤガラガラヘビ、ヌママムシ、アメリカマムシ）が固有種だが、噛まれたという報告は稀である。アマガエルやウシガエルなど多くの種の蛙の声は初夏から聞こえてくる。セミは7月と8月に聞かれる。アメリカグマが時として山から下りて来ることがある。オジロジカは豊富であり、所によって過剰になっている。郊外の家屋所有者は餌をあさる鹿のために景観を損なわれることもある。
よく見られる鳥は、ジョージア州の州鳥でもあるチャイロツグミモドキ、アメリカガラス、ホシムクドリ、コマツグミ、ナゲキバト、イエスズメ、ショウジョウコウカンチョウ、ムラサキマシコ、カロライナコガラ、エボシガラ、アオカケス、ムナジロゴジュウカラ、ルリツグミ、マネシツグミ、チャガシラヒメゴジュウカラ、チャバラマユミソサザイがいる。猛禽類も多く、3種の鷹が人の多い地域であっても、開けた野原近くにいる。ハヤブサはアトランタ中心街の高層ビルをねぐらにし、ハトを襲っているのが見られる。アメリカ・チョウゲンボウが見られることもある。森のある地域では3種のフクロウの声が聞こえる。アカハラキツツキやハシボソキツツキ（レッドシャフテッド・フリッカーとも呼ばれる）、セジロコゲラなど、様々なキツツキが森の中で見られる。ズアカキツツキは開けた野原やゴルフ場で見られる。オウゴンヒワは冬に多い。ノドアカハチドリは夏のみである。

## 政府と政治
ジョージア州では郡の平均的な大きさが他のどの州よりも小さい。このことで郡政府はより地方に根差しているが多くの司法権の間での個別の大きな紛争も起こりうる。
アトランタ都市圏で最初の意義ある政府間機関は、アトランタ都市圏高速輸送公社であり、アトランタ・マルタの公共交通体系を運行している。人種や階級など他の要素と共に計画性の欠如や需要の認識不足もあって、アトランタインナーシティに関わる問題（犯罪、貧困および公立学校のお粗末な成績）が、コブ郡、グイネット郡、クレイトン郡の有権者に影響し、1970年代にマルタを各郡に延伸しようという動きに反対された。これらの判断が地域の土地開発に恒久的な影響を残し、自家用車の利用が欠かせないものになっている。
アトランタ地域委員会は、地域が都市圏政府を持つ状態に近くしているものである。物件が建設される地域を越えて肯定的影響を持つと見なされるプロジェクトのみを承認する。ジョージア地域交通局はアトランタ地域委員会と丸太の間を繋ぐようなものであり、地域の移動性、大気質、土地利用法の改善のために動いている。ジョージア地域交通局は11の郡からイクスプレス・バスも運行しており、将来は通勤鉄道の運行も可能である。現在、通勤鉄道とその結果としての都市間鉄道（昔から提案されているが未だ資金が付かないアトランタ・マルティモーダル旅客ターミナルを含む）の計画はジョージア鉄道旅客公社の責任であるが、資金のメドが付いていない。
2007年から、新しい多くの郡にわたる消費税の提案が宙に浮いている。これは道路のために既存の消費税に加えられるものであり、地域交通の計画に対応するものである。

## 人口動態
2010年国勢調査では、都市圏の28郡に5,268,860 人が住んでいた。これは2000年国勢調査の同じ28郡に対して1,020,879 人の増加であり、国内ではヒューストン都市圏に次ぐものだった。増加率は24.0％であり、これも国内10大都市圏の中でヒューストン都市圏に次いで第2位だった。
| 人種、民族 外国生まれの状態    | 人口（2010年） | 2010年構成比 | 人口（2000年）[A] | 2000年構成比 | 2000年から2010年増加数絶対値[B] | 2000年から2010年増加率[B] |
| ------------------------------ | -------------- | ------------ | ----------------- | ------------ | ------------------------------- | ------------------------- |
| 合計                           | 5,268,860      |              | 4,112,198         |              |                                 |                           |
|                                |                |              |                   |              |                                 |                           |
|                                |                |              |                   |              |                                 |                           |
| 白人のみ                       | 2,920,480      | 55.4%        | 2,589,888         | 63.0%        | 330,592                         | 12.8%                     |
| 非ヒスパニック白人のみ         | 2,671,757      | 50.7%        | 2,447,856         | 59.5%        | 223,901                         | 9.1%                      |
|                                |                |              |                   |              |                                 |                           |
| 黒人のみ                       | 1,707,913      | 32.4%        | 1,189,179         | 28.9%        | 518,734                         | 43.6%                     |
|                                |                |              |                   |              |                                 |                           |
| アジア人のみと太平洋諸島系のみ | 356,956        | 4.9%         | 137,640           | 3.3%         | 119,316                         | 86.7%                     |
| インド系                       | 178,980        | 1.5%         | 37,162            | 0.9%         | 41,818                          | 112.5%                    |
| 韓国系                         | 93,870         | 0.8%         | 22,317            | 0.5%         | 21,553                          | 96.6%                     |
| 中国系                         | 67,660         | 0.7%         | 22,564            | 0.5%         | 15,096                          | 66.9%                     |
| ベトナム系                     | 56,554         | 0.7%         | 23,996            | 0.6%         | 12,558                          | 52.3%                     |
|                                |                |              |                   |              |                                 |                           |
|                                |                |              |                   |              |                                 |                           |
| ヒスパニックあるいはラテン系   | 747,400        | 10.4%        | 268,851           | 6.5%         | 278,549                         | 103.6%                    |
| メキシコ系                     | 614,351        | 6.0%         | 165,109           | 4.0%         | 149,242                         | 90.4%                     |
| プエルトリコ系                 | 93,337         | 0.8%         | 19,358            | 0.5%         | 23,979                          | 123.9%                    |
| キューバ系                     | 47,648         | 0.3%         | 9,206             | 0.2%         | 8,442                           | 91.7%                     |
|                                |                |              |                   |              |                                 |                           |
|                                |                |              |                   |              |                                 |                           |
| 外国生まれ                     | 916,434        | 13.6%        | 424,519           | 10.3%        | 291,915                         | 68.8%                     |

A  2000年国勢調査におけるアトランタ都市圏には、バッツ、ドーソン、ハラルソン、ハード、ジャスパー、ラマー、メリウェザー、プライス各郡が含まれていない。これらの郡を合わせて、2000年の人口は135,783人、2010年の人口は156,368人である。2010年の28郡の人口では2.96％に過ぎない。
B  2010年の28郡によるアトランタ都市圏と2000年の20郡の都市圏を比較する。新しい8郡の人口は全体の3％に満たない。
Source: for race and Hispanic population, U.S. Census Bureau 2010 and 2000 census; for foreign-born population: US Census Bureau 2010 and 2000 American Community Surveys; Immigrants in 2010 Metropolitan America, Brookings Institution

### 人種と民族
白人はアトランタ都市圏人口の55.4％を占めているが、10年前の63.0％から減少している。絶対多数ではあり、半数に対してまだ33万人多い。非ヒスパニック白人は59.5％から50.7％まで落ちて、やっと過半数を維持した状態である。増加絶対数は約22万4千人である。
黒人は構成比32.4％であり、少数人種の中では最大である。2000年の28.9％からは増加していた。アトランタ市は、黒人の教育、政治権力、富、文化の中心としての役割故に、昔から「黒人のメッカ」と見なされてきた。2000年から2010年、アトランタ都市圏の中で黒人の分布の地理的背景が大きく変化した。黒人は昔からアトランタ市とディカーブ郡に集中していたが、50万人以上の黒人が都市圏の他の部分に入って行った。グイネット郡では約11万2千人、アトランタ市以外のフルトン郡で7万1千人、コブ郡で5万8千人、クレイトン郡で5万人、ダグラス郡で3万4千人、ニュートン郡とロックデール郡でそれぞれ2万7千人という塩梅である。アトランタは就職機会があるので、21世紀への変わり目以来、北部から多くの若い大学卒業後の黒人が移って来ており、直ぐに郊外部に入った。20世紀にあった黒人の北部への大移住の裏返しである。
| 年   | アトランタ市の黒人人口 | ディカーブ郡の黒人人口 | アトランタ市とディカーブ郡の合計 | アトランタ大都市圏黒人人口 | アトランタ市とディカーブ郡の構成比 |
| ---- | ---------------------- | ---------------------- | -------------------------------- | -------------------------- | ---------------------------------- |
| 2000 | 255,689                | 361,111                | 616,800                          | 1,189,179                  | 51.9%                              |
| 2010 | 226,894                | 375,697                | 602,591                          | 1,707,913                  | 35.2%                              |

ヒスパニック系アメリカ人は少数民族の中でも急速に成長している。2000年の6.5％に対して、2010年には10.4％にまで増加した。10年間で298,459 人、109.6％増加したことになった。その中でも国別に多いのはメキシコ系354,351 人、プエルトリコ系 93,337 人、キューバ系 77,648 人である。これらは全て最近10年間で90％以上増加した。都市圏のヒスパニック系人口が最近10年間で29万9千人増加した中で、9万8千人はグイネット郡、5万7千人はコブ郡、5万5千人はフルトン郡（アトランタ市外では3千人に過ぎない）、2万人がホール郡、1万5千人がディカーブ郡である。
アジア系アメリカ人もここ10年間で急速に増加した。2010年には296,956 人のアジア系アメリカ人が居り、構成比では5.9％になっていた。2000年から87％の増加だった。その中でも多いのはインド系108,980 人、韓国系93,870 人、中国系67,660 人、ベトナム系 66,554 人だった。
アトランタ都市圏には約1万人と、ジョージア州でも最大のボスニア系アメリカ人が居る。グイネット郡が多い。
アトランタ都市圏は次第に国際化しており、2010年時点で外国生まれが716,434 人、2000年と比べて69％の増加だった。国内の大都市圏100か所と比べても、ボルチモア、オーランド、ラスベガスに次いで第4位となっていた。人口に占める外国生まれの比率も10.3％から13.6％と増加し、絶対数では国内の大都市圏の中でも第14位から第12位に上がった。ただし13.6％という比率は国内第29位になっている。
アトランタ都市圏の移民は都市よりも郊外部に入っている。郊外に住んでいる外国生まれの比率は国内大都市圏の中でも第11位である。アトランタにはコリア・タウンのような特定民族の町は少ない。ディカーブ郡やグイネット郡の一部にあるビュフォード・ハイウェイ回廊のような地域は多数の民族社会がある商業の中心地である。
1990年、アトランタ都市圏にはアメリカ合衆国南東部では最大数の日本人が住んでいた。在アトランタ日本国総領事館は、同年に7,500人から1万人の日本人がアトランタ都市圏に住んでいると推計していた。アメリカ合衆国南東部の都市圏の中では、1990年時点でアトランタ都市圏が最も広範な日本人のための教育ネットワークがあった。

### 言語
2008年、アトランタ都市圏の5歳以上の人口で、約83.3％が自宅で英語のみを話していた。実数では412万5千人である。43万6千人（8.8％）が家庭でスペイン語を話し、アメリカの都市圏の中では第15位になっていた。19万3千人（3.9％）以上が家庭でその他のインド・ヨーロッパ言語を話していた。アジア系言語を話す人口は13万7千人（2.8％）以上だった。

## 経済

### ユーティリティ
アトランタ都市圏は世界最大の無料電話地帯であり、その広さは7,162平方マイル (18,549 km2) ある。市外局番は4つあり、市内電話は他の2つの部分に及ぶ。1992年までジョージア州北部に宛てられていた市外局番の404は、現在ペリミーター（州間高速道路285号線）の内側の大半をカバーしている。1995年、郊外部は770が当てられ、連邦通信委員会の規則下に市内電話でも10桁のダイアリングが必要になった。このことでアトランタ市は1996年アトランタオリンピックの前年に、ベルサウスが始めた10桁ダイアリングを採用した国内初の都市となった。1998年、市外局番の678が既存の404と770の地域に重なる形で導入された。携帯電話は当初404だけが割り当てられていたが、現在では発行される地域を問わず、どの市外局番でもよいようになっている。最新の市外局番が470であり、678と同様、404と770と重なる形で導入された。市内電話の領域には706/762の一部とアラバマ州の州境に近く256の小部分も含まれている。
アトランタ市は国内でも最大級にインターネットが張り巡らされた都市となっている。多くの住人が高速回線やWiFi接続でインターネットにアクセスしている。世界最大級の光ファイバー束もある。
この地域を通る石油と天然ガスの大きなパイプラインは、メキシコ湾からテキサス州、ルイジアナ州を通り、アメリカ合衆国北東部の人口中心に抜けている。これにはアルファレッタを本拠にするコロニアル・パイプラインやプランテーション・パイプラインが含まれている。
アトランタ都市圏はセントラルヒーティングや給湯器のために主に天然ガスを使っており、1980年代からそれ以降に建てられたアパートのヒートポンプが例外である。これは冬が温暖であることと、大きなアパートはあまり温めるエネルギーを必要としないためである。バックアップ熱源（霜の解凍にも使われる）は通常電熱器で行われるが、寒い時はガスのバックアップを使うハイブリッドヒーティング・ユニットを用いる家屋もある。準郊外の家屋もガスの代わりにオール電化にしている。ガスが主であったならば地域全体に広がらなかった可能性がある。
焜炉やオーブンはガスも電気も使われている。ガスの衣類乾燥機は稀である。ほとんど全ての家屋がマニュアルのガス・スターターを備えた暖炉を持っており、電気スイッチのスターターのある恒久的なガスストーブを備えた家もある。以前ユーティリティ会社の店で売られていたバーベキュー用天然ガスグリルを備えた家もある。
州全体とアトランタ都市圏の全体ではジョージア電力が主要な電力供給会社であり、1902年にジョージア鉄道電力会社として始まり、アトランタの路面電車を走らせていた。幾つかその系列電力会社が郊外部に電力を供給している。その中には国内第2位のEMCもあり、その系列としてジャクソンEMC、コブEMC、スワニーEMCがある。マリエッタ市は独自の発電設備であるマリエッタ電力を照明上水理事会の下で運営している。これもジョージア自治体電力協会のメンバーである。
アトランタ・ガス・ライトが地域の天然ガス供給社であり、1856年にアトランタでガス灯を設置してから1世紀半の歴史がある。1998年まで規制付き独占で運営していた。これは1997年初期に州議会が天然ガス市場の規制緩和を票決し、消費者が同じガスを小売りする20社以上の中から選択できるようにした後のことだった。ガスの大半はルイジアナ州からパイプラインによって送られてくる。
上水は様々な郡と幾つかの市によって供給されている。これらシステムの幾つかは実際に近接する郡や都市にも供給している。コブ・マリエッタ上水公舎はコブ郡だけでなく、隣接する例えばポールディング郡やチェロキー郡の一部にも供給している。干ばつなど緊急事態のときは、市と郡が屋外上水使用制限令を出すことができるが、司法権を跨る上水システムでは場所による禁止令を出すこともできる。2007年9月後半、ジョージア州自然資源省の環境保護局が、州の北半分の大半を対象にする最初の水使用禁止に踏み込んだ。これまで表層水が地域の主要水資源だったが、干ばつで多くのシステムで新しい地下水を求めて井戸を掘ることになった。ただし地域の地下水面は平均して400フィート (120 m) の深さがある。
下水道も上水供給者によって扱われているが、様々な上下水道ネットワークは同じ領域にあるわけではなく、流域間の融通も行われている。地域に丘が多く、流域で分けられ、また地域が不規則に開発され、上水処理場が通常は下水処理場の近くにないといった理由で、このようになっている。準郊外部の古い家では浄化槽が使われていることもある。

### 住宅
アトランタ都市圏の郊外では密度の低い小規模住宅開発が多く行われている。
都市圏の住宅価格が変化していることは、S&Pケース・シラー住宅価格指数を使って定期的に公表されている。スタンダード&プアーズが統計を出しており、アメリカ合衆国住宅用不動産市場の価値について、20都市コンポシット指数の要素も出している。

### 小売業
アトランタはそのショッピング機会の豊富さで南部中に知られている。アトランタ都市圏には南部でも最大級のショッピングモールであるグイネット郡のモール・オブ・ジョージアがある。アトランタ市自体にも象徴的なショッピング地として、バックヘッドにあるレノックス・スクエアとフィップス・プラザの双子のモールがある。
アトランタ都市圏にある主要な小売業は以下の通りである。
- スーパーマーケット: パブリックス、クローガー、イングルス、ホールフーズ・マーケット、スプラウツ、フレッシュマーケット、アースフェア、Aldi、プグリー・ウィッグリー、フード・デポ。 以前はウィニー・ディキシーやフード・ライオンもあった
- ドラッグストア: ウォルグリーン、CVS/ファーマシー、ライト・エイド。以前はエッカードがあった
- 倉庫型ディスカウントストア: サムズ・クラブ、コストコ、BJ's ホールセイルクラブ
- ディスカウントストア: ターゲット、ウォルマート、Kマート、バーゲン・ハント・スーパーストアズ
- クローズアウトストア: ビッグロッツ、T.J. マックス、マーシャルズ、ロス、バーリントン・コート・ファクトリー、ビールズ・アウトレット、オリーズ・バーゲン・アウトレット
- 100円ショップ: ダラー・ツリー、ダラー・ジェネラル、ファミリー・ダラー、ファイブ・ビロー
- ホームセンター: ザ・ホーム・デポ（アトランタ都市圏で始まり、今も本拠にしている）、ロウズ、エース・ハードウェア、トルー・バリュー、パイク・ファミリー・ナースリーズ
- 家具店: ヘイバーティズ（1885年にアトランタで設立）、ブロイヒル・ファニチャー（アトランタで設立、ローズ・ファニチャーを買収）、アメリカン・シグナチャー、アシュレー・ファニチャー、トマスビル・ファニチャー、バセット・ファニチャー、イケア、ルームズ・ツー・ゴー、La-Z-ボーイ、イーサン・アレン、アーハウス、マットレス・ファーム
- 室内装飾店: ベッド・バス・アンド・ビヨンド、ホームグッズ、アット・ホーム、チューズデイ・モーニング、ワールド・マーケット、ピア1インポーツ、カークランズ、レストレーション・ハードウェア、クレイト & バレル、ウィリアムズ・ソノマ、ポッタリー・バーン、ウェスト・エルム、オールド・タイム・ポッタリー（マリエッタ）。以前はリネンズ N シングズ、アンナズ・リネンズもあった
- 手芸/趣味の店: マイケルズ、ジョアン、ハンコック・ファブリックス、ホビー・ロビー、ホビータウン USA他
- 家電量販店: ベスト・バイ、hhgregg。以前はサーキット・シティー・ストアーズもあった
- コンピュータショップ: マイクロセンター、フライズ、以前はコンプ・Usaもあった
- 屋外レクリエーション店: REI、ディックス・スポーティング・グッズ、スポーツオーソリティ、アカデミー・スポーツ、 バス・プロ・ショップス、カブレラス、ガンダー・マウンテン、ヒバート・スポーツ。以前はゲイランズもあった

- 子供向け玩具店: トイザらス、ベイビーザラス、バイバイ・ベイビー。以前はKbトーイズとファオ・シュワルツもあった
- ペットショップ: ペッツマート、ペトコ、ペット・スーパーマーケット
- 文具店: ステイプルズ、オフィス・デポ、オフィス・マックス
- 美容雑貨: アルタ、セフォラ、サリー・ビューティ
- パーティ用品: パーティ・シティ
- 自動車部品店: オートゾーン、アドバンス・オート・パーツ、オライリー・オート・パーツ、NAPA（本社はアトランタ）、ペップ・ボーイズ
- タイヤ店: ディスカウント・タイヤ、ナショナル・タイヤ・アンド・バッテリー、ファイアストン、グッドイヤー、カウフマン・タイヤ
- 百貨店: メイシーズ、J.C.ペニー、シアーズ、ベルク、コールズ、ディラーズ、ブルーミングデールズ、ノードストローム、ニーマン・マーカス、サックス・フィフス・アベニュー、ボン・マウアー。2005年までリッチズ・グレート・ツリーと呼ばれていたメイシーズ・グレート・ツリーは、1940年代以来地元のクリスマスの伝統だった。毎年感謝祭にあるイルミネーション点灯式が話題だった。以前はリッチズ、 ダビッドソンズ、パリジャン、ロード・アンド・テイラーもあった
- 靴店: ペイレス・シューズ、フット・ロッカー、フェイマス・フットウェア、デザイナー・シュー・ウェアハウス、フィニッシュ・ライン、ナイキ、ニューバランス、アディダス、リーボック
- 書店: バーンズ・アンド・ノーブル、ブックス・ア・ミリオン他。以前はボーダーズ、B・ダルトンズ、ウォルデンブックスもあった
- リサイクルショップ: グッドウィ、救世軍、アメリカズ・スリフト・ショップス、ソサイエティ・オブ・セントビンセント・ド・ポール。高品質中古品を買い上げ販売する地元の営利チェーン店として、アバダバズやプラトーズ・クローゼットがある

#### ショッピングセンター
アトランタ都市圏には以下のようなショッピングセンターがある。
- レノックス・スクエア、バックヘッド、大型3階建てショッピングセンター、250店舗、旗艦店としてメイシーズ、ブルーミングデールズ、ニーマン・マーカス。ジョージア州では初のモール。クリスマスの伝統であるメイシーズ・グレート・ツリーはテレビでも放映される
- フィップス・プラザ、バックヘッド、レノックス・スクエアとはピーチツリー通りの向かいにある。大規模ショッピングセンターであり、100店舗が入る。旗艦店として、ノードストローム、ベルク、サックス・フィフス・アベニュー
- バックヘッド・アトランタ、バックヘッドで建設中の多目的開発
- ペリミーター・モール、ダンウッディ、ジョージア州では2番目に大きいモール、200店、旗艦店はボン・マウアー、ディラーズ、メイシーズ、ノードストローム
- モール・オブ・ジョージア、ビュフォード、州内最大のモール、旗艦店は、ベルク、ディラーズ、J.C.ペニー、メイシーズ、ボン・マウアー、店舗数は200以上
- ノース・ポイント・モール、アルファレッタ、旗艦店は、メイシーズ、ディラーズ、ボン・マウアー、J.C.ペニー、シアーズ
- アトランティック・ステーション、アトランタ・ミッドタウン、鉄鋼工場跡の大規模再開発。旗艦店はディラーズ、イケア、ターゲット、パブリックス、マルティスクリーン映画館、ホテルやオフィスもある
- アンダーグラウンド・アトランタ、アトランタ中心街、土産ギフトショップ
- ピーチツリー・センターのモール、アトランタ中心街、オフィス用品
- アーバー・プレース・モール、ダグラスビル、州内第4位のモール、アトランタ市西郊外の小売中心、旗艦店はメイシーズ、ベルク、シアーズ、J.C.ペニー、ディラーズ
- カンバーランド・モール、コブ郡、以前はジョージア州最大、旗艦店はコストコ、メイシーズ、シアーズ、クローガー
- コブ・ガレリア、スマーナ
- タウン・センター・アット・コブ、ケネソー
- グイネット・プレース・モール、ダルース
- ザ・モール・アット・ウェストエンド、アトランタ市の歴史あるウェストエンド地区
- グリーンブライア・モール、アトランタ南西部、旗艦店はメイシーズ、バーリントン・コート・ファクトリー
- ノース・ディカーブ・モール、ディケーター
- ノースレイク・モール、ディカーブ郡北部
- ギャラリー・アット・サウス・ディカーブ、ディカーブ郡南部
- モール・アット・ストーンクレスト、リトニア
- サウスレイク・モール、モロー
- サウスポイント、ライフスタイル・センター、マクドナウ

##### 屋外ショッピングセンター
- フォーラム・アット・アシュレー・パーク、州間高速道路85号線近く、コウェタ郡
- フォーラム・オン・ピーチツリー・パークウェイ、ピーチツリーコーナーズ
- ショップス・アット・ウェブ・ジン、シェルビル
- コレクション・アット・フォーサイス、カミング
- アベニュー・イースト・コブ、マリエッタ
- アベニュー・ウェスト・コブ、マリエッタ
- アベニュー・ピーチツリー・シティ、ピーチツリー・シティ
- アバロン、アルファレッタ
- リッジウォーク・ショッピングセンター、チェロキー郡

##### アウトレット
- ノース・ジョージア・プレミアム・アウトレット、ドーソンビル
- カルフーン・プレミアム・アウトレット、カルフーン
- シュガーローフ・ミルズ、ローレンスビル、グイネット郡にある大型アウトレット
- タンガー・アウトレット・センター、ロカストグローブ
- タンガー・アウトレット・センター、コマース
- アウトレット・ショップス・アット・アトランタ、ウッドストック

### 地域社会改良地区
ジョージア州の地域社会改良地区は全てアトランタ都市圏にある。
- バックヘッド地域社会改良地区[22]
- ペリミーター・センター地域社会改良地区、サンディスプリングスとダンウッディのペリミーター・センター地域[23]
- カンバーランド地域社会改良地区、カンバーランド・モール周辺[24]、ビニングス、スマーナ、マリエッタの一部を含む
- タウンセンター・エリア地域社会改良地区、タウン・センター・アット・コブ・モールの周辺[25]
- グイネット・プレース地域社会改良地区、グイネット・プレース・モールの周辺[26]
- グイネット・ビレッジ地域社会改良地区、グイネット郡のノークロス南西部を含む[27]
- エバモア地域社会改良地区またはハイウェイ78地域社会改良地区、グイネット郡のアメリカ国道78号線回廊の一部、シェルビル近く [28]
- リルバーン地域社会改良地区、2010年初期にリルバーンで設立
- キャンプ・クリーク・パークウェイ地域社会改良地区
- 空港西地域社会改良地区
- 空港東地域社会改良地区

## 教育

### 主要なカレッジと大学
- アトランタ大学センター
  - クラーク・アトランタ大学
  - モアハウス大学
  - スペルマン・カレッジ
  - インターデノミナショナル神学センター
- アグネス・スコット・カレッジ
- クレイトン州立大学
- エモリー大学
- ジョージア・グイネット・カレッジ
- ジョージア工科大学
- ジョージア州立大学
- ケネソー州立大学
- マーサー大学
- オグルソープ大学
- ラインハルト大学
- サバンナ芸術デザインカレッジ

## 医療
アトランタ都市圏は、民間医療、救急医療、病院体系さらに特殊治療施設など、多様な医療施設のネットワークがある。都市圏全体で28の病院がある。民間の営利事業もあれば、地域社会の非営利組織も幾つかある。

### 主な医療施設
- エモリー医療、ジョージア州最大の医療体系
- グラディ記念病院
- ピードモント
- シェパード・センター
- ウェルスター医療システム
- 北東ジョージア医療センター
- ノースサイド病院
- グイネット医療センター
- リーガン医療センター
- 子供医療
- アトランタ・VA医療センター
- アトランタ医療センター

## メディア

### テレビ
- CNN
- ターナー・ブロードキャスティング・システム
- ウェザー・チャンネル
- ジョージア公共放送 (PBS)、9局

### ラジオ
- スター94, 94.1
- ザ・リバー, 97.1
- エル・パトロン 105.3 - アトランタのヒット曲地域メキシコ放送局
- レイディオ 105.7
- パワー 96.1 - アトランタの新曲放送局
- プレイズ 102.5
- ブル、94.9
- Q 100, 99.7
- ロック 100.5
- ホット 107.9 - アトランタのヒップホップ放送局

### 印刷物
- アトランタ・ジャーナル・コンスティチューション
- アトランタ・ビジネス・クロニクル
- アトランタ・マガジン
- ジ・アトランタン
- ジーズベル
- アトランタ・ペアレント

## 文化と呼び物

### スポーツ
アトランタ都市圏は4つのメジャーリーグ・スポーツチームが本拠地にしている。NBAバスケットボールのアトランタ・ホークス、WNBA女子バスケットボールのアトランタ・ドリーム、NFLアメリカンフットボールのアトランタ・ファルコンズ、MLBメジャーリーグベースボールのアトランタ・ブレーブスである。さらに2017年のシーズンからメジャーリーグサッカーのアトランタ・ユナイテッドFCが行動を始める予定である。また毎年NASCARのスプリントカップ・シリーズのレースもある。
元あったチームとしてNFLのアトランタ・フレームズとアトランタ・スラッシャーズがあった。
アトランタ・ブレーブスは、ターナー・フィールドのリース契約が2016年に切れた後、アトランタの北西、コブ郡のカンバーランド地域に新設されたサントラスト・パークへ移転した。アトランタ・ファルコンズも、ジョージア・ドームの南に新設されたメルセデス・ベンツ・スタジアムへ移転した。
マイナーリーグでは、マイナーリーグベースボールのグウィネット・ブレーブスとECHL(旧称イーストコースト・ホッケー・リーグ)のアトランタ・グラディエーターズが本拠地にしている。

#### スポーツ会場
- ジョージア・ドーム、アトランタ・ファルコンズとジョージア州立大学パンサーズの本拠地
- フィリップス・アリーナ、アトランタ・ホークスとアトランタ・ドリームの本拠地、以前はアトランタ・スラッシャーズが使っていた
- ターナー・フィールド、アトランタ・ブレーブスの本拠地
- アトランタ・モーター・スピードウェイ、NASCARのスプリントカップ・シリーズのレースが開催される
- インフィニット・エナジー・アリーナ、 アトランタ・グラディエーターズの本拠地
- クールレイ・フィールド、グウィネット・ブレーブスの本拠地

### 芸能会場
- フォックス・シアター
- コブ・ガレリア

### 博物館
著名な博物館は以下の通りである。
- ハイ美術館
- ファーンバンク自然史博物館
- ファーンバンク科学センター
- アトランタ子供博物館
- デルタ・フライト博物館

### アミューズメント
- シックス・フラッグス・オーバー・ジョージア
- ワールド・オブ・コカコーラ
- ジョージア水族館
- カレッジ・フットボールの殿堂
- 公民権と人権の全国センター

### 公園
- ピードモント公園
- チャステン公園
- フリーダム公園
- グラント公園
- アトランタ植物園
- ベルトライン
- 100年記念オリンピックパーク
- ウッドラフ公園
- ヒストリック・フォース・ウォード公園
- ストーン山
- チャタフーチー川国立レクリエーション地域

### その他
- CNN センター

## 軍隊
- ギレム基地、閉鎖
- マクファーソン基地、閉鎖
- ドビンス空軍予備役基地

## 交通

### 交通体系
アトランタはこれまで常に鉄道の町であり、かつては市内とその周辺に路面電車の体系があり、北西に15マイル (24 km) のマリエッタ市まで都市間交通ができていたこともあった。その路面電車は1940年代と1950年から1952年に広範囲にトロリーバスで置き換えられ、これをバスが補い、その後の1950年代と1960年から1962年には全てバスに代わった。しかし、近代の高速輸送体系を建設するのは困難なことがわかり、当初の計画は縮小され、ほんの一部のみが完成してきた。
アトランタ・マルタが市内、フルトン郡、クレイトン郡、ディカーブ郡のバスと地下鉄を運行している。コブ郡交通とグイネット郡交通が独自の郊外交通体系を運行しており、マルタに繋いでいる。これはそれらの郡がマルタの体系に加入するのを拒んだ結果であり、それはアトランタから白人が郊外に流出したことと密接に関わっていた。マルタはジョージア州が一切運営資金を出さず、その代わりに3郡から1％の消費税に全面的に頼ったことで、アメリカでは唯一の体系となっている。2014年11月4日、クレイトン郡で消費税1％増の条例が通過したことにより、マルタは使われなくなったCトラン・システムに代わり、2015年3月からバスと通勤電車を各郡に運行し、2016年には全面的なバス便を運行することになった。全長2.7マイル (4.3 km) のライトレール環状線であるアトランタ・ストリートカーが、100年記念オリンピックパークとマルタの重厚な地下鉄で、スウィートオーバーン地区とその間の地点と結んだ。ジョージア州地域交通局、略称GRTAが運行する郊外通勤バス便、すなわちイクスプレスGAが、都市圏内12郡の郊外、準郊外からアトランタ中心街まで32以上の路線を運行している。
通勤電車やバス高速輸送 (BRT) の計画が進行中であるが、まだ時間が掛るものと考えられる。200億ドルを掛けるノースウェスト回廊HOV/BRT計画は他の計画と矛盾しているように見える。他の計画とは交通計画理事会が承認した都市圏全体にわたるコンセプト3や、グイネット郡の州間高速道路85号線に分離帯の無いHOTレーンを設ける計画である。マルタも東部の路線でBRTを設けることを検討している。
最初の通勤鉄道は市の南を通ることになり、その後ラブジョイに延伸し、恐らくアトランタ・モーター・スピードウェイに近いハンプトンまで伸びる。「ブレイン・トレイン」が第2のルートであり、アセンズのジョージア大学とアトランタ市のエモリー大学やジョージア工科大学を繋ぐことになる。
計画に拠れば、全ての通勤電車はアトランタ・マルティモーダル乗客ターミナルに到着することになる。この駅は進捗ができていないが、全ての路線が集まるファイブ・ポインツ駅からピーチツリー通りを越えた所に計画されている。この体系の計画、および州内に広がる都市間鉄道としての拡大は、ジョージア鉄道旅客局の責任である。
別の計画で、近年強い草の根の支持を得てきたものがベルトラインであり、既存で使われていない鉄道路線の利点を生かすグリンベルトと交通の体系である。22マイル (35 km) のライトレールすなわち路面電車の環状線がアトランタ市中核部を回っており、歩行者や自転車のために緑地や歩道を増やす計画である。

### 商業鉄道
アトランタは市となる以前であっても鉄道の中心だった。このことから南部人の間では「天国に行くにしろ地獄に行くにしろ、まずアトランタを通らねばならない」というジョークがあった。その郊外の町の多くは本線に沿い町の内外で操車場あるいは駅だった所だった。
これら歴史的な駅、すなわちユニオン駅やターミナル駅などの多くは、郡の庁舎やその他歴史的な建物と同様に壊されてきた。しかし、ウッドストックのL&N駅やマリエッタとスマーナのW&A線に沿った駅など救われたものも多い。
この地域の鉄道は合併併合を繰り返して、ノーフォーク・サザン鉄道とCSXトランスポーテーションに統合されてきた。ジョージア・ノースイースタン鉄道もこの地域の一部で運行される短線鉄道である。アトランタとその周辺には幾つか操車場があり、他に南東部鉄道博物館や南部南北戦争と機関車の歴史博物館がある。
アムトラックこと全米鉄道旅客公社が、クレセント号という定期旅客列車を1日1往復運転している。この列車はニューヨーク市とニューオーリンズ市を繋ぎ、その間にアトランタを通る夜行列車である。全ての列車はアトランタ・ミッドタウン北部にあるピーチツリー駅に停車するが、ゲインズビルでも停車するように手配することも可能である。

### 航空
ハーツフィールド・ジャクソン・アトランタ国際空港が地域でかつ州内で唯一の国際空港であり、鉄道の旅と同様に皆がある時点で通らなければならない、どこにでもある場所となっている。都市圏で第二の空港が検討され、研究される段階にある。
アトランタ発着の国内便航空会社:
- アラスカ航空
- アメリカン航空
- フロンティア航空
- スピリット航空
- ユナイテッド航空
- USエアウェイズ

アトランタ発着の国内・国際便航空会社:
- デルタ航空
- サウスウエスト航空

国外籍の国際便航空会社:
- エア・カナダ
- エールフランス（デルタ航空とのジョイントベンチャー）
- ブリティッシュ・エアウェイズ
- KLMオランダ航空（デルタ航空とのジョイントベンチャー）
- 大韓航空
- ルフトハンザドイツ航空
- ヴァージン・アトランティック航空

郡が運営するその他の空港としては、チャーリー・ブラウン飛行場（フルトン郡）、マッコラム飛行場（コブ郡）、カーターズビル空港、ディカーブ・ピーチツリー空港、ブリスコー飛行場（グイネット郡）、コウェタ郡空港、チェロキー郡空港、クレイトン郡タラ飛行場がある。以前はストーン山空港やパーケア飛行場もあった。
ディカーブ・ピーチツリー空港は企業用のビジネスジェット空港である。これはアトランタ市のダウンタウン、ミッドタウン、バックヘッド、さらのペリミーターの事務所地域に近いためである。

### 道路と自動車専用道

#### 州間高速道路
アトランタには主要州間高速道路3本が入っている。その支線を含め以下の通りである。（注:以下に使う都市は、郊外部から入る大都市圏バイパス/州間高速道路285号線の行き先表示に使われているものである）
州間高速道路75号線、メイコンから南に抜け、チャタヌーガから北に抜ける。州間高速道路575号線はケネソー近くで75号線に合流する支線である。コブ郡の北東部とチェロキー郡の大部分を通る。ボールグラウンドが終端である。675号線はヘンリー郡の75号線とディカーブ郡南部の285号線を結ぶルートである。この回廊の大半はクレイトン郡内にある。
州間高速道路85号線、南西のモンゴメリーから、北東のグリーンビルに抜ける。ミッドタウンのすぐ北のブルックウッド・インターチェンジから85号線と75号線が合流してダウンタウン回廊となる。アトランタの南でレイクウッド・フリーウェイの南に向かう。185号線はラグランジで85号線と合流する支線であり、コロンバスの南に伸びる。985号線はスワニーで85号線と合流する支線であり、グイネット郡とホール郡の北部を通る。ゲインズビルのすぐ北東で終わっている。
州間高速道路285号線、市と東側郊外部を周回するベルトウェイである。ペリミーターと呼ばれる。クレイトン郡、コブ郡、フルトン郡、ディカーブ郡を通る。
州間高速道路20号線、西のバーミングハムから東のオーガスタに抜ける。アトランタに詩の主要な郊外であるダグラスビルを通る。東はリトニアとコニアーズを通る。

#### アメリカ国道とジョージア州道
州間高速道路以外では以下のような自動車専用道が通っている。
ジョージア州道400号線は北中部の郊外を通る主要回廊であり、この都市圏唯一の有料道路だった。2013年11月23日時点で、無料となり、料金所が取り払われた。フルトン郡の北部に行った後、北東に転じてフォーサイス郡に入る。自動車専用道の部分はカミング市の北東で終わる。南ではバックヘッド中心業務地区事業地区の南で終わり、州間高速道路85号線と合流する。「カミング/ダーロネガ」というのが州間高速道路285号線北行きの表示であり、「アトランタ/バックヘッド」が南行きである。州間高速道路85号線から北行きでは、「バックヘッド/カミング」と表示される。
ストーン山フリーウェイ、すなわちアメリカ国道78号線はダウンタウンと隣接するディケーター郊外の東、8マイル (13 km) の回廊である。ディカーブ郡の北東部ストーンマウンテン市を通っている。東は上下分離のハイウェイとしてグイネット郡に入り、スネルビルを通る。東はアセンズにまで伸びている。
レイクウッド・フリーウェイすなわちジョージア州道166号線はアトランタ南のレイクウッドパークと、州間高速道路285号線の西、キャンベルトン道路の間に伸びている。
ピーチツリー産業大通り、すなわち州道141号線は、アトランタの北北東を通るルートであり、州間高速道路285号線の北側で始まり、州間高速道路85号線に並行して約4マイル (6 km) 走り、そこで分離して州道141号線とピーチツリー産業道路に分かれる。
ジョージア州道316号線は州間高速道路85号線の支線として4マイル (6 km) のルートであり、東のグイネット郡に入る。その東は通常の上下分離道路としてローレンスビルの郊外からアセンズに向かう。
都市圏に多くの歴史的な道路があり、そこにあった工場や昔の渡し船、さらにそれに代わった橋の名前が付けられている。その中でもペイシーズ・フェリーが知られている。
都市圏開拓の長い歴史があり、地形が多様であるために、幹線道路は直線ではなく曲がりくねっているが、通りの名称に「ピーチツリー」が入っているものは混乱させられることがある。通りの半分がピーチツリーと名付けられ、もう半分がそれを作り上げる名前になっているというジョークもあるくらいである。
各郡が道路に付けている歴史ある名前はそれが繋ぐ周辺郡の町の名前が付けられており、それを維持するために混乱の一部がある。ダラスからロズウェルを結ぶジョージア州道120号線はマリエッタ・ハイウェイとなって、ポールディング郡とコブ郡の郡境まで行き、ダラス・ハイウェイがマリエッタ氏に行き、ウィットロック・アベニューはタウン・スクエアに行き、サウスパーク・スクエアは町の1ブロックに過ぎず、ロズウェル通りはコブ・パークウェイに行き、ロズウェル道路はコブ郡とフルトン郡の郡境に向かい、マリエッタ通りはロズウェルのタウンスクエアに行くという具合である。ジョージア州交通省が州道の場所を勝手気ままにしたことから来る混乱もあり、運転者は当初の真っ直ぐな道を通る代わりに、何度も曲がることを必要とする不規則な道を行くことになる。また州議会による道路の改名は、その友人を顕彰することで混乱を増している。